# حديقة بيغ بند الوطنية
حديقة بيغ بند الوطنية (بالإنجليزية: Big Bend National Park)‏ حديقة بيغ بند الوطنية في ولاية تكساس لديها أهمية وطنية باعتبارها أكبر منطقة محمية من تضاريس وبيئة شبه الصحراوية في الولايات المتحدة. وهي تحتوي على أكثر من 1200 نوع من النباتات، وأكثر من 450 نوعا من الطيور و 56 نوعا من الزواحف، و 75 نوعا من الثدييات.

## المناخ
يظهر الجدول التالي التغييرات المناخية على مدار السنة لحديقة بيغ بند الوطنية:
| البيانات المناخية لـحديقة بيغ بند الوطنية   | البيانات المناخية لـحديقة بيغ بند الوطنية | البيانات المناخية لـحديقة بيغ بند الوطنية | البيانات المناخية لـحديقة بيغ بند الوطنية | البيانات المناخية لـحديقة بيغ بند الوطنية | البيانات المناخية لـحديقة بيغ بند الوطنية | البيانات المناخية لـحديقة بيغ بند الوطنية | البيانات المناخية لـحديقة بيغ بند الوطنية | البيانات المناخية لـحديقة بيغ بند الوطنية | البيانات المناخية لـحديقة بيغ بند الوطنية | البيانات المناخية لـحديقة بيغ بند الوطنية | البيانات المناخية لـحديقة بيغ بند الوطنية | البيانات المناخية لـحديقة بيغ بند الوطنية | البيانات المناخية لـحديقة بيغ بند الوطنية |
| الشهر                                       | يناير                                     | فبراير                                    | مارس                                      | أبريل                                     | مايو                                      | يونيو                                     | يوليو                                     | أغسطس                                     | سبتمبر                                    | أكتوبر                                    | نوفمبر                                    | ديسمبر                                    | المعدل السنوي                             |
| ------------------------------------------- | ----------------------------------------- | ----------------------------------------- | ----------------------------------------- | ----------------------------------------- | ----------------------------------------- | ----------------------------------------- | ----------------------------------------- | ----------------------------------------- | ----------------------------------------- | ----------------------------------------- | ----------------------------------------- | ----------------------------------------- | ----------------------------------------- |
| الدرجة القصوى °ف (°م)                       | 90 (32)                                   | 97 (36)                                   | 105 (41)                                  | 109 (43)                                  | 115 (46)                                  | 117 (47)                                  | 115 (46)                                  | 114 (46)                                  | 110 (43)                                  | 105 (41)                                  | 99 (37)                                   | 90 (32)                                   | 117 (47)                                  |
| متوسط درجة الحرارة الكبرى °ف (°م)           | 68.2 (20.1)                               | 74.4 (23.6)                               | 82.9 (28.3)                               | 91.9 (33.3)                               | 99.8 (37.7)                               | 103.4 (39.7)                              | 102.2 (39.0)                              | 101.1 (38.4)                              | 96.3 (35.7)                               | 88.5 (31.4)                               | 77.7 (25.4)                               | 68.4 (20.2)                               | 87.9 (31.1)                               |
| متوسط درجة الحرارة الصغرى °ف (°م)           | 34.5 (1.4)                                | 39.5 (4.2)                                | 47.1 (8.4)                                | 56.2 (13.4)                               | 66.2 (19.0)                               | 73.1 (22.8)                               | 74.4 (23.6)                               | 73.5 (23.1)                               | 68.6 (20.3)                               | 57.7 (14.3)                               | 44.2 (6.8)                                | 35.4 (1.9)                                | 51.7 (10.9)                               |
| أدنى درجة حرارة °ف (°م)                     | 7 (−14)                                   | 5 (−15)                                   | 22 (−6)                                   | 28 (−2)                                   | 44 (7)                                    | 42 (6)                                    | 60 (16)                                   | 64 (18)                                   | 47 (8)                                    | 29 (−2)                                   | 21 (−6)                                   | 7 (−14)                                   | 5 (−15)                                   |
| الهطول إنش (مم)                             | 0.37 (9.4)                                | 0.29 (7.4)                                | 0.23 (5.8)                                | 0.41 (10)                                 | 0.96 (24)                                 | 1.45 (37)                                 | 1.71 (43)                                 | 1.62 (41)                                 | 1.47 (37)                                 | 1.06 (27)                                 | 0.36 (9.1)                                | 0.30 (7.6)                                | 10.24 (260)                               |
| المصدر: The Western Regional Climate Center |                                           |                                           |                                           |                                           |                                           |                                           |                                           |                                           |                                           |                                           |                                           |                                           |                                           |

## معرض صور

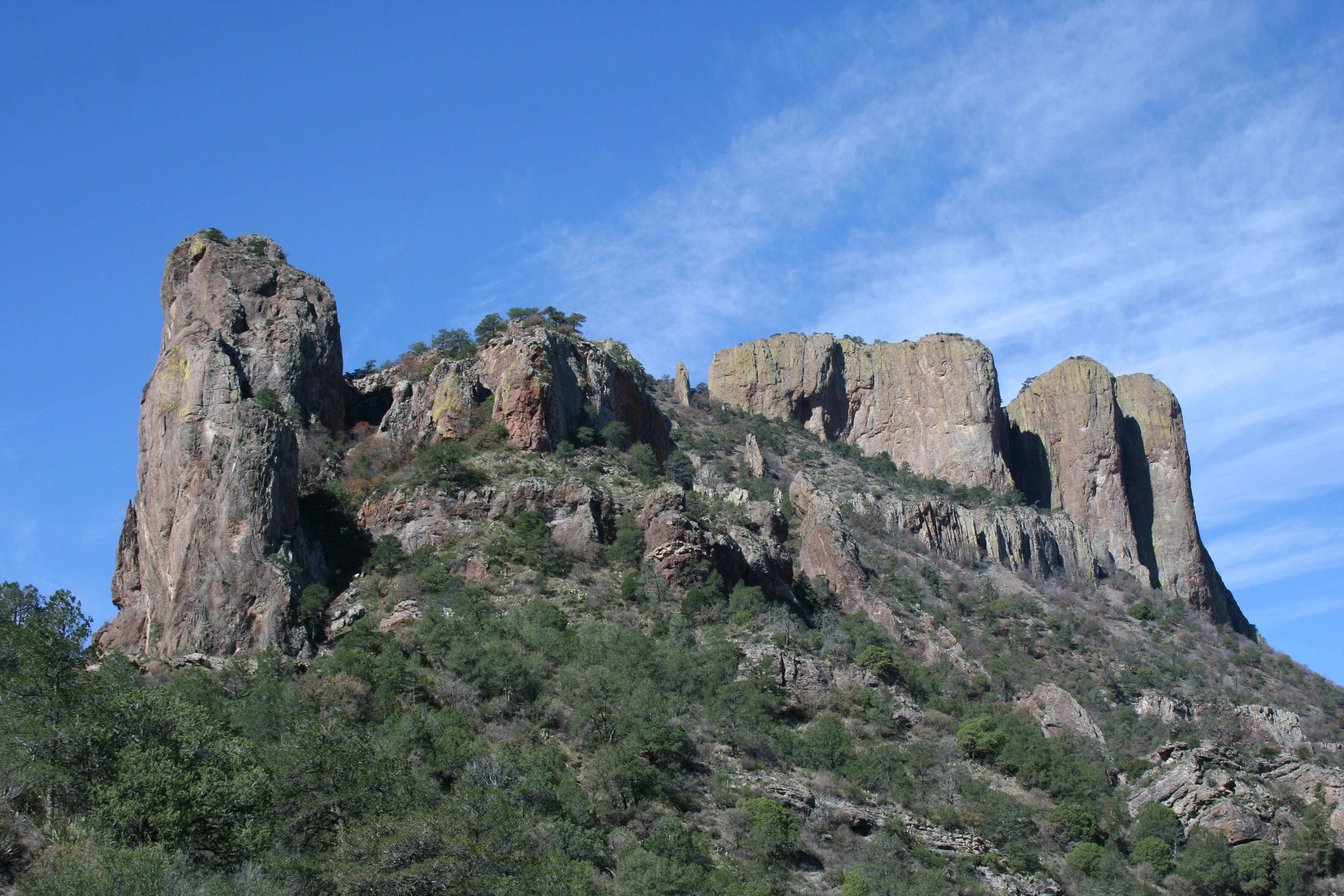
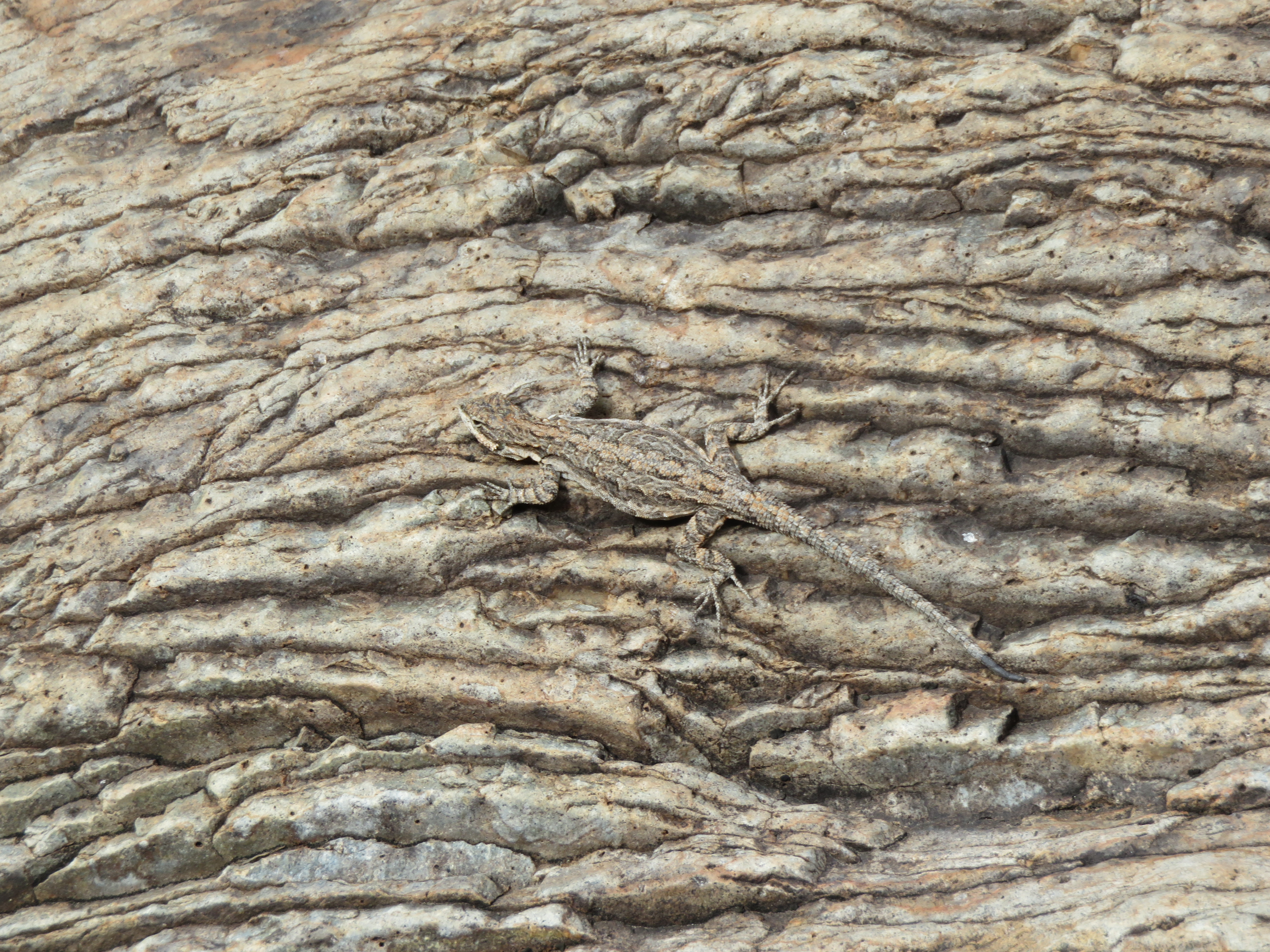
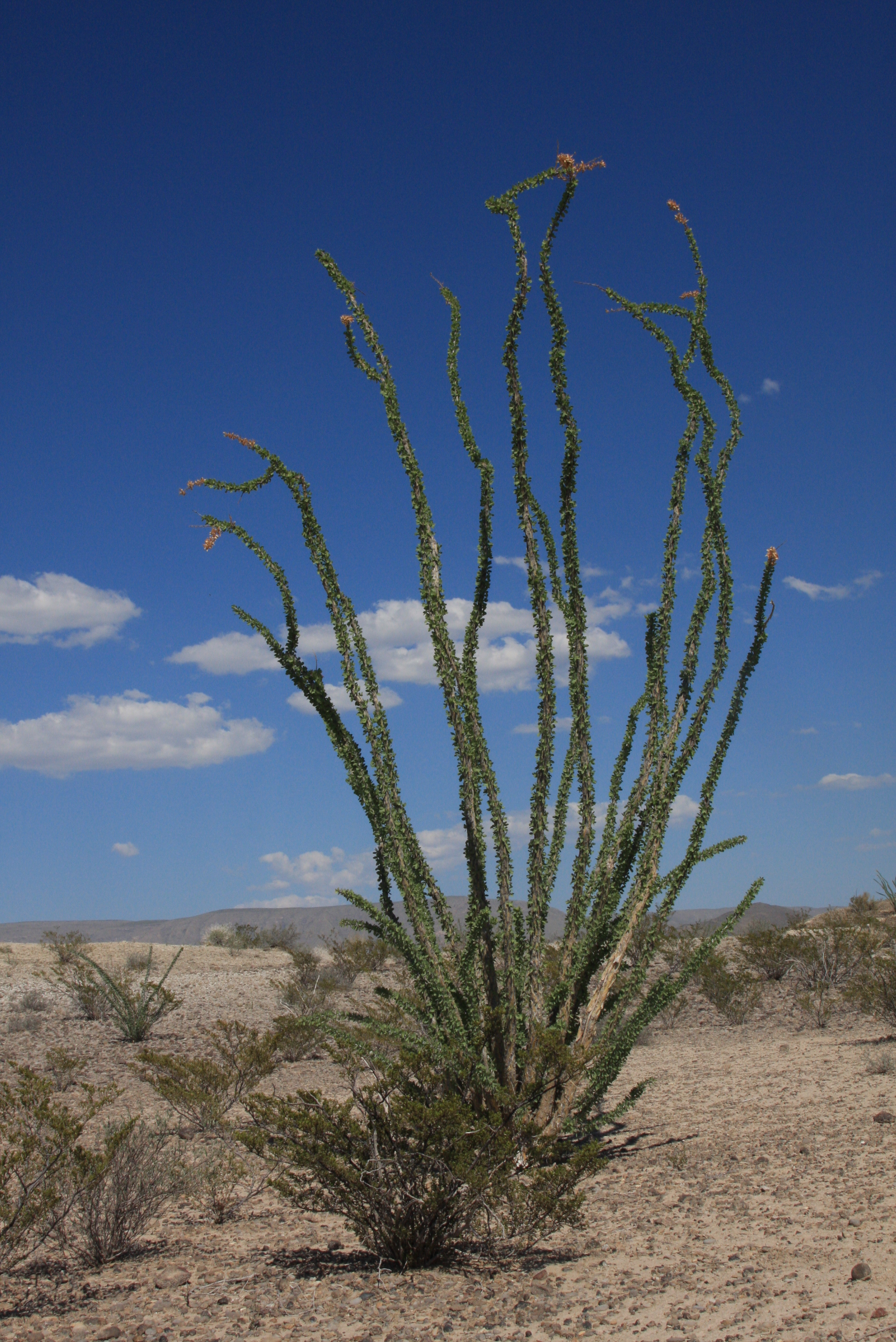
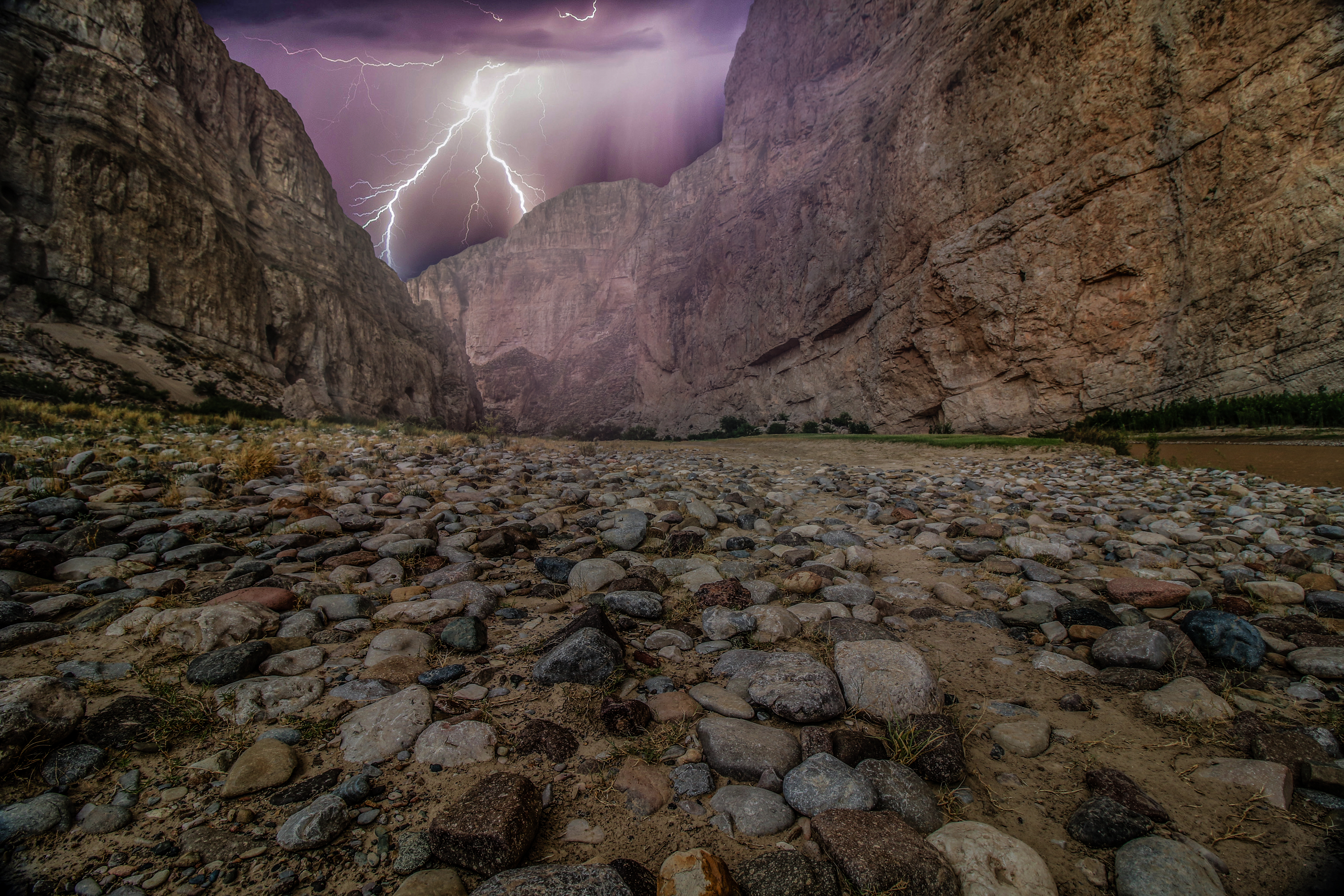
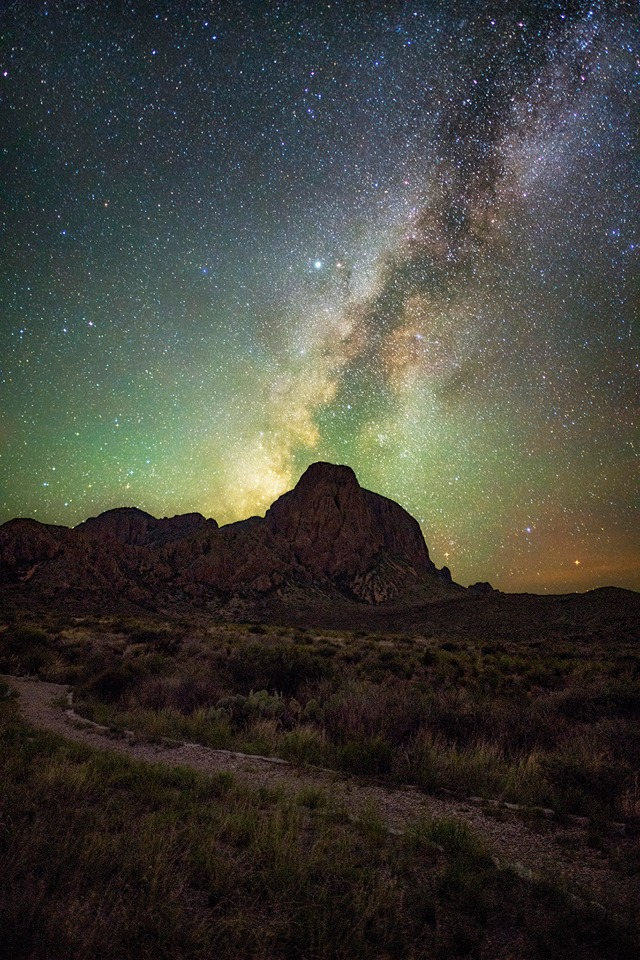